# Castries
Castries (IPA: [ˈkɑstriz]), dân số 10 634, toàn thành: 37.963 (ngày 12 tháng 5 năm 2001), là thủ đô của Saint Lucia, một quốc gia ở West Indies. Castries có tọa độ địa lý 14°1′B 60°59′T / 14,017°B 60,983°T. Quận có cùng tên có dân số 61.341 người vào ngày 22 tháng 5 năm 2001, và diện tích 79 km2.
Castries nằm ở một đồng bằng ngập lụt và thực tế được xây trên một khu vực đất san lấp. Ở đây có trụ sở của chính phủ và các văn phòng kinh doanh của các công ty trong và ngoài nước. Thành phố được quy hoạch thành một mạng lưới như New York City nhưng với quy mô nhỏ hơn nhiều. Thành phố có một cảng cho tàu hàng. Nó có các cơ sở mua sắm miễn thuế. Thành phố này cũng là nơi có bưu điện chính của Saint Lucia.